# Contea di Jiangling
La contea di Jiangling (江陵县S, JiānglíngP) è una contea della Cina, situata nella provincia di Hubei e amministrata dalla prefettura di Jingzhou.